# Аргин (роди)
- Аргин (каз. арғын, крим. arğın, монг. аргун, аргуун, аргын) — тюркське і монгольське прізвище. Інший запис — Аргун.

- Аргин, або аргун — тюркське плем'я, що походить із киргизького Семиріччя, з басейну річки Чу[1]. У XIII — XIV ст. брали участь у діяльності Монгольської та Юанської імперій. У китайських джерелах згадуються як 阿児渾・阿児温・阿剌温・阿魯温・阿魯虎・合魯温・阿剌渾 (Arγun)[2]. Відносилися до так званих центральноазійських племен (色目人, «кольоровооких») разом із карлуками 哈剌魯, кипчаками (欽察, половцями) і канглами (康里)[2]. Згадуються в «Книзі чудес світу» Марко Поло як «агрони» (змішані, метиси)[3].

## Казахстан
- Аргин — казахський рід.

## Кримське ханство
- Аргин — кримський рід. Один із 4 бейських (князівських) родів Кримського ханства. Брали участь у затвердженні ханів на престолі, були членами державної ради.
  - Ягмурчі — кримський бей XVI ст.
  - Джан-Мамбет — кримський бей XVI ст.; спадкоємець Ягмурчі.
  - Кара — кримський бей XVI ст.; син бея Ягмурчі.
  - Тугай-бей — кримський бей і полководець.
  - Батирш — кримський бей XVII ст.